# Amajak Babajan
Amajak Babajan (orm. Հմայակ Բաբայան, ros. Амаяк Григорьевич Бабаян; ur. 2 sierpnia?/15 sierpnia 1901 w Karsie, zm. 21 kwietnia 1945 w Malchowie) – radziecki wojskowy narodowości ormiańskiej, generał major, Bohater Związku Radzieckiego (1945).

## Życiorys
Urodził się w rodzinie chłopskiej. W 1916 skończył niepełną szkołę średnią, w 1917 wstąpił ochotniczo do rosyjskiej armii, w składzie której walczył przeciw wojskom tureckim, a w maju 1918 do armii armeńskiej, w składzie której walczył z turecką agresją na Armenię. Po zagarnięciu Armenii przez RFSRR w grudniu 1920 został żołnierzem 4 armeńskiego pułku piechoty w składzie Armii Czerwonej, w 1924 ukończył z wyróżnieniem Zjednoczoną Szkołę Wojskową im. Miasnikiana w Erywaniu, a w 1928 Kijowską Zjednoczoną Szkołę Dowódców Armii Czerwonej, od 1938 służył w Białoruskim Okręgu Wojskowym. Od 22 czerwca 1941 uczestniczył w wojnie z Niemcami na Froncie Zachodnim, później Południowo-Zachodnim, Krymskim, ponownie Zachodnim, 3 Białoruskim i 1 Białoruskim, był pięciokrotnie ranny, w tym trzy razy ciężko. W 1944 skończył kursy przy Wyższej Akademii Wojskowej im. Woroszyłowa, 15 maja 1944 otrzymał stopień generała majora, w kwietniu 1945 wyróżnił się podczas operacji berlińskiej, jednak podczas walk o Malchow zginął. Został pochowany w Myśliborzu. Jego imieniem nazwano ulicę w Erywaniu.

## Ordery i odznaczenia
- Złota Gwiazda Bohatera Związku Radzieckiego (pośmiertnie, 31 maja 1945)
- Order Lenina (pośmiertnie, 31 maja 1945)
- Order Czerwonego Sztandaru (trzykrotnie - 21 lutego 1942, 24 września 1944 i 3 listopada 1944)
- Order Kutuzowa II klasy (28 września 1943)
- Order Wojny Ojczyźnianej I klasy (pośmiertnie, 11 marca 1985)
- Medal jubileuszowy „XX lat Robotniczo-Chłopskiej Armii Czerwonej” (1938)